# Trihexifenidilo
El trihexifenidilo es un agente anticolinérgico que se une a los receptores muscarínicos M2. Bloquea el sistema nervioso parasimpático y causa la relajación del músculo liso. Ejerce poco bloqueo en los receptores nicotínicos, sin embargo, al igual que con otros fármacos de su clase se denominan medicamentos anticolinérgicos, antimuscarínicos o similares a la atropina. Dado que es una amina terciaria, cruza fácilmente la barrera hematoencefálica.
En 2015 se presentó un caso de síndrome de Ogilvie en un niño de ocho años, padecimiento relativamente poco común. El niño con parálisis cerebral y problemas de hipomotilidad a largo plazo se trató con trihexifenidilo para el babeo. Este es el único caso hasta la fecha en que se ha asociado el uso del fármaco con este síndrome. El niño presentaba vómitos, fuerte dolor en el abdomen y distensión severa. La laparotomía reveló dilatación colónica.

## Uso indicado
Está indicado para el tratamiento del parkinsonismo y los síntomas extrapiramidales inducidos por fármacos. Los síntomas de toxicidad y efectos secundarios se parecen a los de la atropina, ya que es un análogo sintético de ésta. El trihexifenidilo se introdujo como clorhidrato de benzhexol en el año 1949.

## Otros usos
El trihexifenidilo es un medicamento que los médicos a menudo usan para tratar la distonía en personas con parálisis cerebral.
Abuso
El trihexifenidilo ha sido mal utilizado con la finalidad de obtener alucinaciones, sedación y ansiólisis. En un estudio se investigaron los riesgos de una adicción al fármaco en la Isla de la Réunion, Francia. Este medicamento está ampliamente recetado en todo el mundo y el abuso del fármaco no es una adicción rara. La mayoría de los adictos investigados (97%) eran hombres. La razón más común para el abuso del medicamento fue como ansiolítico (44%), seguido de sedante, estimulación y luego el control del uso de otras sustancias psicoactivas. Las personas también buscaban estimulación, euforia, alucinaciones y mejora del estado de ánimo.

## Uso en embarazo y lactancia
Embarazo
La ausencia de datos de reproducción animal y la experiencia muy limitada del embarazo de hembras de la especie homo sapiens, no permiten una evaluación del riesgo embriofetal. Sin embargo, en general, los anticolinérgicos se consideran de bajo riesgo en el embarazo. En un estudio prospectivo, 2323 pacientes fueron expuestas a esta clase de medicamentos durante el 1.er trimestre, 9 de las cuales tomaron trihexifenidilo. Se encontró una posible asociación entre el grupo total y las malformaciones menores.
Lactancia
No se han localizado informes que describan el uso del trihexifenidilo durante la lactancia humana.